# Pueblos indígenas de Nicaragua
Pueblos indígenas de Nicaragua o Comunidades indígenas de Nicaragua se ubican dentro del actual territorio nacional de la República de Nicaragua y actualmente se identifican los grupos étnicos siguientes.
En las Regiones Autónomas Norte y Sur de la Costa Caribe nicaragüense se localizan las etnias o pueblos indígenas siguientes: Creole; Misquitos o Miskitos y zambos (aprox. 150.871); garífunas (> 2.000) y Ramas (> 1.600). Mientras en las regiones Pacífico, Centro y Norte de Nicaragua los pueblos indígenas vienen siendo los siguientes: Nahoas o Nahuas (Mexicas) o Niquiranos o Nicaraos), Chorotegas y Xiu-Sutiava (> 210.002); Mayangnas, Sumus o Sumos.

## Derechos constitucionales
La Constitución Política vigente garantiza los derechos de los pueblos indígenas desde el reconocimiento de su existencia, el derecho al uso, goce y disfrute de sus recursos naturales y a mantener sus formas ancestrales de organización.
El Artículo 5 de la Constitución establece que:
el Estado reconoce la existencia de los pueblos indígenas, que gozan de los derechos, deberes y garantías consignados en la Constitución, y en especial los de mantener y desarrollar su identidad y cultura, tener sus propias formas de organización social y administrar sus asuntos locales, así como mantener las formas comunales de sus tierras y el goce, uso y disfrute de las mismas, todo de conformidad con la ley. Para las comunidades de la Costa Atlántica se establece el régimen de autonomía en la presente Constitución.
Los pueblos indígenas en Nicaragua están distribuidos, histórica y culturalmente entre la costa Pacífico, y centro norte del país, habitadas por descendientes de los Chorotegas (221.000), los Cacaopera o Matagalpa (97.500), los Ocanxiu o Sutiaba (49. 000) y los Nahoa o Náhuatl (20.000). En la costa del Caribe viven los Mískitu (150.000), los Sumu o Mayangna (27.000) y los Rama (2.000). Los afrodescendientes, referidos como  "Comunidad Étnica" en la legislación nacional, tienen derechos colectivos otorgados por la Constitución de Nicaragua (1987). Estos comprenden al pueblo Creole o Kriol (43000) y Garífunas (2500).

## Estructuras indigenistas establecidas
En Nicaragua existen tres estructuras indigenistas creadas y sostenidas por el estado. Estas son las siguientes:
- El Parlamento Indígena de América (PIA).
- La Comisión de Asuntos Étnicos de la Asamblea Nacional.
- La Procuraduría Especial de Pueblos Indígenas y Comunidades Étnicas.

## Situación actual
Las políticas económicas y ambiéntales han provocado cambios sustanciales en el hábitat de las poblaciones indígenas, con la introducción de cultivos como el café, la caña de azúcar, la palma africana y el algodón los pueblos indígenas fueron despojados u obligados a vender sus territorios obligándolos a internarse en lugares recónditos.
Otras actividades que han desarrollado enclaves económicos como el cultivo del banano, tabaco, extracción de madera, oro y recursos marinos han ocasionado severos daños en los territorios indígenas, el papel que asignan a los indígenas ha sido servir de mano de obra barata.
Los cambios sociales que ha vivido este país centroamericano en las últimas décadas del siglo XX han generado un afianzamiento de los pueblos indígenas por la defensa de sus derechos y la posesión de sus tierras y los recursos naturales a pesar de las grandes presiones que el estado ha querido ejercer sobre estos.
Actualmente los pueblos indígenas han logrado consolidar el proceso de unidad nacional, consolidando las estructuras organizativas desde el nivel nacional, regional, territorial y local.

## Población indígena
Nicaragua tiene una extensión territorial de 130.682 km² con una población de 5.482.340 de habitantes, de estos 2.730.165 son hombres y 2.752.175 son mujeres.
La población indígena se estima entre de 670.200 (según el censo 2021) y 805.424 habitantes, para un porcentaje que va del 10% al 14%.

## Caracterización social y cultural
Los pueblos indígenas de la región del Pacífico nicaragüense fueron sometidos a la represión que le impusieron los colonizadores españoles, que incluyó la prohibición del uso de sus lenguas, la aceptación de una religión, el esfuerzo por erradicar la cultura por considerarla ligada a las "prácticas paganas". Actualmente sólo conservan vocablos de lo que fue su lengua que son parte del uso común en el resto de la población nicaragüense.
La propiedad comunal es uno de los valores más estrechamente ligado a la cosmovisión indígena, es decir, los identifica una forma de propiedad diferente que los mantiene en armonía con la madre naturaleza.
En su mayoría, los pueblos indígenas tienen posesión sobre sus territorios, en las regiones del Pacífico y Centro-Norte poseen Títulos «Reales» emitidos por la Corona Española en el periodo post-Colonial, y por compras realizadas a los gobiernos municipales.
La autoridad en estos pueblos la ejercen Juntas Directivas electas en asambleas o cabildos abiertos que son posteriormente certificados por los gobiernos municipales, lo que constituye según la Ley de Municipios (Ley N.º 40) la legalidad jurídica de las organizaciones indígenas. Otras autoridades importantes tradicionales son los Consejos de Ancianos o Monexicos, los Alcaldes de Vara y los Caciques.
Los pueblos indígenas de las Regiones Autónomas de la Costa Caribe nicaragüense han mantenido sus elementos de identidad más acentuados, son pueblos descendientes de recolectores, cazadores y pescadores, no haber sufrido el dominio español, son entre otras las razones por las cuales conservan características muy particulares.
Estos pueblos poseen tierras comunales, pero no están demarcadas al estilo del Pacífico (reclaman la demarcación territorial) pero aún dentro del proceso de diversidad, lo que identifica y cohesiva a estos pueblos es una cultura propia: idioma, costumbres.
Algunas comunidades indígenas de las Regiones Autónomas de la Costa Caribe tienen títulos emitidos desde los años 1917 al 1964 (siglo XX) por la Comisión Tituladora de la Mosquitia, y otras por derechos ancestrales de posesión.
En la actualidad su forma de organización comunitaria principalmente es a través de un Wista (juez) como máxima autoridad, síndicos, pastores y servidores públicos. La religión principal es la Morava, la invasión de mestizos ha alterado algunas costumbres como las formas de vestir y formas de producir, otro factor ha sido el tráfico de drogas, estos casos son muy comunes en casi todas las comunidades del Caribe nicaragüense.

### El ser indígena
La definición conceptual del ser indígena presenta dos variantes: 
- En las regiones Pacífico y Centro-Norte los principales elementos culturales que definen el ser indígena están estrechamente ligados al reconocimiento del origen ancestral, otros elementos muy ligados son, la tenencia de la tierra, las formas de organización y las formas de vida comunitaria, los valores espirituales trasmitidos por diferentes generaciones y el conocimiento tradicional que rige las formas de producción, salud, educación, y organización comunitaria.

- En la Costa Caribe se define por elementos de identidad como lengua, costumbres, y la relación con la madre naturaleza.

## Medio ambiente y recursos naturales
Los pueblos indígenas impulsan una agenda común nacional en la que se prioriza el tema del medio ambiente y los recursos naturales, ya que está íntimamente ligado a la vida de las comunidades, la problemática ambiental que se enfrenta es producto de factores externos y no-consecuencia del uso por las comunidades.
El manejo uso y conservación de los recursos naturales ha sido un tema de constante discusión en las comunidades, a pesar de los esfuerzos para el cuidado y conservación están siendo amenazados principalmente por factores externos, desafortunadamente muchas organizaciones han desarrollado investigaciones sobre los recursos naturales pero esa información se ha utilizado para intereses de particulares.
Los recursos naturales para las comunidades representan un potencial no solo por la generación de recursos económicos, existen elementos de identidad muy ligados con el uso y conservación que constituyen la herencia recibida de los ancestros proyectada a ser heredada a las futuras generaciones.

## Principales etnias
- Región Pacífico
  - Chontales: vivían en la serranía al norte del lago Xolotlán o lago de Managua hacia la península de Cosigüina, los chorotegas y los nahoas, los calificaron de "gente ruda" y de "que hablan como balbuceando" (popoluca o popoloca en náhuatl), y con los cuales sostuvieron continuas guerras.
  - Chorotegas (Idioma chorotega): "dirianes o dirias" = "hombres o pobladores de las alturas" y "nagrandanos" = "hombres o pobladores de los bajos o llanuras" .
  - Nahuas o Nahoas (Idioma náhuat): "niquiras o niquiranos" (nicaraos) llegados desde tierras mexicanas a raíz de la caída de Teotihuacán entre el 600 y el 650 d. C.
  - Guaxénicos o Guanexicos, abarcando una amplia zona que incluyó El Sauce, Achuapa, San Nicolás y San Juan de Limay.[5]
  - Olomegas y Olocotones, al norte de la cordillera de los Marrabios.
  - Sutiavas o Maribios.
  - Tacahos o Tacachos en Yocacoyaua o Yacacoyagua, caserío situado a media legua de Sutiaba (a unos 150 metros del actual puente de Guadalupe de la Avenida Central Sur sobre el río Chiquito o San Pedro en la ciudad de León).

El cronista Gonzalo Fernández de Oviedo (lib. XLII, cap XII) menciona una tribu llamada Guaxenico que era probablemente una de las tribus ulvas. Dice Oviedo:
"… Desde la ciudad de León hasta Olocotón hay nueve leguas, y otras seis leguas más adelante están los primeros Guaxenicos, que son una raza de este nombre; y otras tres leguas más allá están otros Guaxenicos y desde este lugar tres leguas hasta Palangagalpa."
- Región Central Norte
  - Chontales.
  - Chorotegas dirianes y nagrandanos (Idioma chorotega).
  - Nahuas o Nahoas "niquiras o niquiranos o nicaraos" (Idioma náhuat).
  - Matagalpas (Idioma matagalpa).
  - Mayangnas (Idioma sumo).

- Región Costa Caribe
  - Creoles (Inglés criollo nicaragüense).
  - Garífuna (Idioma garífuna).
  - Misquito o Miskito (Idioma misquito).
  - Rama (Idioma rama, Cayo Rama).
  - Zambos (Zambos mosquitos).

### Ruta del oro de Moctezuma
Llama la atención la presencia de varios lugares con nombres náhuatl, posiblemente estén relacionados con la ruta de los mercaderes aztecas –los pochtecas,– que pasaban por los valles de los actuales departamentos de Olancho y Nueva Segovia hacia el actual Chontales y por el Río San Juan en busca de oro hacia las regiones de Talamanca (Costa Rica) y Veragua (Panamá), situadas hacia el sur. 
Aún quedan algunos sitios con nombres como Quimichapa (entre Acoyapa y El Coral), Tepenaguasapa (río que nace en los bosques de El Almendro y Ayostepe, una pequeña colina cerca de El Rama.
Moctezuma II en 1518, mandó a sus guerreros de conquista hacia Nicaragua, pero a diferencia de los españoles, no sojuzgaban a los pueblos, ni imponían cambios drásticos en la cultura y religión; se limitaban a la exigencia del pago periódico de los tributos.
No hay conclusiones evidentes que demuestren el posible contacto entre las tribus de la región Pacífico con las de la costa Caribe; en medio de las cuales estaban los chontales así como selvas impenetrables.

## Los Garífunas
Su población es de 2.600 personas ubicadas en la cuenca de la Laguna de Perlas, Costa Caribe Sur, los antepasados fueron provenientes de las Islas San Vicente en las Antillas Menores, por el acelerado proceso de culturización un porcentaje de su población no habla la lengua autóctona, están en proceso de rescate de su valores culturales. Su forma de organización es a través de directivas comunales. Idiomas: Inglés criollo y garífuna.

## Los Creoles (criollos)
Con una población de 8.000 personas, están ubicados en las Islas del Maíz, Costa Caribe Sur cuya extensión es de 12,6 km² y se localiza a 53 kilómetros del puerto más cercano de tierra firme: cabo Las perlas, era parte del territorio de los indios Kukras, esclavizados a mediados del siglo XVII por ingleses. Actualmente por su actividad productiva es el territorio que más aporta en la economía nacional por la exportación de productos pesqueros (langostas, camarones y pescado) y la afluencia de turismo; sin embargo los mayores beneficiarios son empresarios extranjeros. Idiomas: Inglés criollo y español.

## Los Rama
Están ubicados en la Costa Caribe Sur son de origen chibcha sudamericano, es la etnia más reducida de todas las del Caribe nicaragüense (1.300 personas), la mayoría habitan en la isla Rama Cay, Bluefields parte de su territorio está ubicado en las riberas del río Kukra River, su principal actividad es la pesca y la agricultura de autoconsumo. Idiomas: rama (casi extinto), inglés criollo y español.

## Los Chorotegas en Nicaragua

### Origen
Según Arellano, provenían de Cholula (centro de México), de este lugar fueron desplazado por los Olmecas huyendo a Soconusco en el sur de Chiapas (por eso se les relacionaba con los Chiapanecos), de ahí migraron hacia el sur, llegando aproximadamente en el siglo VIII, año 800 d. C. al actual territorio de lo que es hoy Nicaragua.

### División
Los chorotegas del señorío o cacicazgo de Nequecheri, por decisiones políticas y frecuentes guerras, se habían dividido en dos tribus: los Dirianes o Dirias y los Nagrandanos. 
Los primeros ocuparon las partes alta de Diriá, Diriomo, Catarina, San Juan de Oriente y Niquinohomo siendo su principal población Diriá.
Los segundos, se ubicaron en la planicie y costas lacustres del lago Cocibolca, hasta más allá del "paso del Rey", como fue llamado durante la colonia el "paso de Panaloya", en la desembocadura del río Tipitapa, siendo su principal población Xalteva o Jalteba (cerca de la actual Granada.
Posteriormente, los dirianes expulsaron a los nagrandanos hacia los extremos occidentales de las costas del lago de Managua, quedando de esta forma Diriá como única capital de los dirianes, hasta la llegada de los españoles y la fundación de Granada el 21 de abril de 1524.
La ubicación geográfica de ambos grupos determinó sus propios nombres, pues como afirman los estudiosos de las lenguas indígenas, "dirianes o dirias" significa "hombres de las alturas"; mientras que, "nagrandanos" es "hombres o pobladores de los bajos o llanuras".

### Gobierno
En el caso de los chorotegas el peso mayor de la dirección y las decisiones estaba en manos de un "Consejo de Ancianos" o Monéxico (vocablo náhuatl que tiene igual significado) integrado por los más viejos y sabios, que además eran electos para un periodo de cuatro lunas, por lo cual se establece que era una sociedad más democrática.    
Además, elegían un Capitán de Guerra caudillo militar llamado "Tapaligue o Tapaligui" que significa "Vencedor" para ver los caso de la guerra, a quien podían destituir o eliminar si no convenía a los interés de la comunidad.

### Señorío o cacicazgo de Nequecheri
Este señorío o cacicazgo de la tribu chorotega se ubicó en el triángulo compuesto por la laguna de Apoyo, el lago de Ayagualo o Cocibolca (Gran Lago de Nicaragua) y el volcán Mombacho. El idioma chorotega era parte de la familia lingüística oto mangue del norte del continente 
"Es una tierra muy poblada y abundosa;  Tiene en sus comarcas hasta ocho mil vecinos naturales de la tierra, y tiene muy buenos ríos y huertos y pesquerías y materiales."
Al inicio del período neolítico, el señorío o cacicazgo de Nequecheri tenía a Diriá como pueblo principal y del cacicazgo dependían Xalteva, Diriomo, Niquinohomo, Marinalte y Namotiva; así como Ayatega, Yatan, Achoma, Namborina y Masitande cuyos nombres han sido olvidados.

### Diriangén
Diriangén visitó al explorador y conquistador Dávila en el señorío o cacicazgo de Nochari cuyo pueblo principal se situaba en la actual Nandaime, el miércoles 14 de abril (matractli om naui) de 1523 (ce, mascuilli, ome, ye), día del viento (acatl).
Se hizo acompañar de 500 hombres y 17 mujeres, todos en orden de guerra según costumbre, aunque sin armas, cuando llegó cerca tañeron los músicos y desplegaron los estandartes. 
Toco la mano a Gil González y lo mismo hicieron cada uno de los 500 hombres, ofreciéndole sendos gallipavos, y muchos de ellos dos cada uno. Las 17 mujeres le dieron 17 hachas de oro, que pesaban dieciocho pesos, y algunas más.
Fue más vistoso que rico aquel presente, porqué el oro no era más que de catorce quilates, y aún menos. Dijo Diriangén que venía para ver a tan nueva y extraña gente, que tal fama tenía. Gil González le agradeció mucho, le dio algunas cosas de quincallería, y le rogó que se volviese cristiano. Él dijo que le parcia bien, pidiendo tres días de plazo para informar y consultarle a su monexico, a sus sacerdotes y mujeres.
En efecto el sábado 17 de abril (caxtolli om ome) de 1523 (ce, mascuilli, ome, ye), día de la cabeza (misiste), el valeroso tapaligue Diriangen regresó con un ejército integrado por los pobladores aguerridos de las aldeas de los Niquinohomo, de los Namotiva (Catarina), de los Marinalte (San Juan de Oriente), de los Diriá, de los Diriomo y los Xalteva, en número de tres mil a cuatro mil en son de guerra, peleando muy animadamente durante casi todo un día.
La batalla estuvo indecisa por un rato, después de capturar vivo a uno de los miembros de la tropa española y de herir a otros, los indígenas huyeron en desbandadas. Según la costumbre cuando el jefe caía en combate los gurreros salían corriendo en desbandada a llorar a su aldea la muerte de su jefe, parece que esto fue lo que sucedió con Diriangén.
También hay que mencionar que los españoles con el ataque de Diriangén fueron obligados a regresarse por el camino por donde habían venido.
Según los estudiosos Julián Guerrero y Lolita Soriano de Guerrero, este histórico combate tuvo como escenario el señorío o cacicazgo de Nochari en el lugar conocido como llano de Cachimba Brava hoy valle de Mata Grande en la desembocadura del río Ochomogo.
Diriangén, fue un gran guerrero de los dirianes, cuyo valor y coraje se manifestó en la resistencia mostrada a los conquistadores españoles, enmarcada en su combate histórico del 17 de abril de 1523; primer encuentro bélico entre dos pueblos o dos culturas, que luego se acrisolaron para formar lo que hoy es el pueblo nicaragüense.
Esta acción bélica de Diriangén es considerada como la primera manifestación de rebeldía contra la conquista en lo que sería la llamada "Provincia de Nicaragua y Costa Rica". Tenía 27 años cuando enfrentó por primera vez a los españoles.
El 17 de abril esta instituido como el día municipal de Diriá en memoria al combate de resistencia indígena dirigido por Diriangén contra Gil González Dávila.
Tanto Lolita como su esposo no tuvieron acceso a escritos hoy descubiertos, según el narrador de Gil González que venía con el marino Cristóbal Niño, y traía un traductor náhuatl; éste no entendió el dialecto de Diriangén, y dijo que hablaban quiché como las regiones de Guatemala.
Es verdad de las 200 hachitas de oro bajo, y agrega que también entregaron sonajas que mezclaban con cobre para hacerlas sonoras, bajando la calidad del oro. Se le leyó el acuerdo real de rendición so pena de ataque. Se entiende que no entendiò nada. Sin embargo por medio de señas pidieron tiempo, y tres españoles para llevarlos con ellos, regresaron solamente con uno hecho cautivo y en son de guerra, pidiendo el retorno del oro ofrendado. Gil estaba doliendo de una pierna, no presentó combate y huye para Nicoya donde le esperaba Gaspar Niño en la nave. Éste se supone que no lo encuentra pues anda cartografiando el golfo que bautiza con el nombre de su protector el obispo Fonseca. Diriangén por tanto no muere en combate, pudo ser víctima de la pandemia de sarampión o ixtlihuiltle como se conocía entre ellos e implicaba hemorragias. Gil no subió hasta Diriomo se mantuvo en el istmo esperando la nave. Jura regresar para lavar la afrenta y la traición pero no se le permite regresar de la península y se pierde su huella en España.
Un dato interesante es que las doncellas vestían únicamente sonajas en los tobillos y en los brazos.

## Los Nahuas en Nicaragua
En el siglo XII, los Nahoas, Niquiras o Niquiranos o Nicaraos desplazaron a los chorotegas en cuatro grupos:
- el primero grupo se asentó junto al golfo de Fonseca llamado los Cholutecas o Malalacos.
- el segundo grupo se ubicó en la parte occidental del lago Xolotlán llamado los Nagrandanos.
- el tercer grupo se posesionó desde la actual Managua hasta el río Ochomogo, llamado los Dirianes.
- el cuarto grupo se asentó en la parte sur, junto al golfo de Nicoya, llamado los Orotinas.

### Gobierno
Los niquiranos eran gobernados por Cacique, quien consultaba a un "consejo de guegues" o viejos. El peso mayor en el gobierno lo poseía el "Teydes" o cacique, por eso se considera que era una sociedad más autocrática.

### Señorío o cacicazgo de Nicarao
El señorío del cacique Macuilmiquiztil conocido popularmente como Nicarao se ubicaba en el actual puerto lacustre de San Jorge frente a la isla de Ometepe, incluyéndola y extendiéndose en lo que hoy es el departamento de Rivas hasta adentrarse en la región del golfo de Nicoya (Costa Rica).
El tan mencionado diálogo entre el capitán Gil González Dávila, y el cacique Macuilmiquiztil (Nicarao); así como la supuesta conversión al cristianismo de este cacique con todos sus principales y pobladores, antecedió al primer enfrentamiento militar indígena-español en suelo de lo que hoy se llama Nicaragua.

## Pueblos indígenas por región
- Región del Pacífico
  - Pueblo indígena de San Juan de Oriente, departamento de Masaya
  - Pueblo indígena de Sutiaba, departamento de León
  - Pueblo indígena de El Viejo (Teçoatega), departamento de Chinandega

- Región Central y Norte
  - Pueblo indígena de Matagalpa, departamento de Matagalpa
  - Pueblo indígena de Mozonte, departamento de Nueva Segovia
  - Pueblo indígena de Sébaco, departamento de Matagalpa
- Región de la Costa Caribe
  - Pueblo indígena de Karatá, laguna Karatá, Costa Caribe Norte